# Intransitive Würfel
Intransitive Würfel nennt man einen Satz spezieller Spielwürfel, in dem es zu jedem der Würfel einen anderen Würfel gibt, gegen den er auf Dauer verliert, das heißt, verglichen mit dem er mit größerer Wahrscheinlichkeit eine kleinere als eine größere Zahl zeigt.

## Beispiel

Intransitive Würfel (die einander gegenüberliegenden Seiten jedes Würfels sind mit der gleichen Zahl beschriftet)

Ein Beispiel sind die rechts abgebildeten drei intransitiven Würfel A, B und C. Die drei Würfel A, B und C haben folgende Augenzahlen auf ihren jeweils sechs Seiten:
- A: 2, 2, 4, 4, 9, 9
- B: 1, 1, 6, 6, 8, 8
- C: 3, 3, 5, 5, 7, 7

Jeweils mit Wahrscheinlichkeit {\displaystyle {\tfrac {5}{9}}} gewinnt A gegen B, B gegen C und C gegen A, wie folgende Tabellen zeigen:
|   |   | B | B | B |   |   |   | C | C | C |   |   |   | A | A | A |
| 1 | 6 | 8 | 3 | 5 | 7 | 2 | 4 | 9 |   |   |   |   |   |   |   |   |
| A | 2 | A | B | B | B | 1 | C | C | C | C | 3 | C | A | A |   |   |
| A | 4 | A | B | B | B | 6 | B | B | C | C | 5 | C | C | A |   |   |
| A | 9 | A | A | A | B | 8 | B | B | B | C | 7 | C | C | A |   |   |

Für das Ergebnis in jeder Zeile und jeder Spalte beträgt die Wahrscheinlichkeit {\displaystyle {\tfrac {2}{6}}={\tfrac {1}{3}}}. Weil die Ergebnisse der Würfel stochastisch unabhängig sind, tritt der Spielausgang in jedem farblich markierten Feld (A gewinnt, B gewinnt oder C gewinnt) mit Wahrscheinlichkeit {\displaystyle {\tfrac {1}{3}}\cdot {\tfrac {1}{3}}={\tfrac {1}{9}}} auf.
Das Beispiel der intransitiven Würfel zeigt, dass die Relation „ist mit größerer Wahrscheinlichkeit größer“ für Zufallsvariablen nicht transitiv sein muss. Ein ähnliches Beispiel für eine intransitive Relation ist das Spiel Schere, Stein, Papier, in dem jedes Symbol gegen eines gewinnt und gegen ein anderes verliert.
Das Ergebnis des Spiels widerspricht der Intuition, dass ein Vorteil transitiv sein müsse. Diese Vorstellung wäre zutreffend, wenn das Ergebnis die Summe der in einer großen Zahl von Spielrunden gewürfelten Zahlen und nicht die Anzahl der gewonnenen Runden wäre. Einen ähnlichen Irrtum zeigt das Condorcet-Paradoxon.

## Efrons Würfel
Efrons Würfel sind vier intransitive Würfel, die von dem amerikanischen Statistiker Bradley Efron erfunden wurden.
Die vier Würfel A, B, C und D haben folgende Augenzahlen auf ihren jeweils sechs Seiten:
- A: 4, 4, 4, 4, 0, 0
- B: 3, 3, 3, 3, 3, 3
- C: 6, 6, 2, 2, 2, 2
- D: 5, 5, 5, 1, 1, 1

Für jeden der Würfel gibt es einen anderen, der ihn mit der Wahrscheinlichkeit {\displaystyle {\tfrac {2}{3}}} besiegt:
|   |   | B | B | B | B | B | B |   |   |   | C | C | C | C | C | C |   |   |   | D | D | D | D | D | D |   |   |   | A | A | A | A | A | A |
| 3 | 3 | 3 | 3 | 3 | 3 | 6 | 6 | 2 | 2 | 2 | 2 | 5 | 5 | 5 | 1 | 1 | 1 | 4 | 4 | 4 | 4 | 0 | 0 |   |   |   |   |   |   |   |   |   |   |   |
| A | 4 | A | A | A | A | A | A | B | 3 | C | C | B | B | B | B | C | 6 | C | C | C | C | C | C | D | 5 | D | D | D | D | D | D |   |   |   |
| A | 4 | A | A | A | A | A | A | B | 3 | C | C | B | B | B | B | C | 6 | C | C | C | C | C | C | D | 5 | D | D | D | D | D | D |   |   |   |
| A | 4 | A | A | A | A | A | A | B | 3 | C | C | B | B | B | B | C | 2 | D | D | D | C | C | C | D | 5 | D | D | D | D | D | D |   |   |   |
| A | 4 | A | A | A | A | A | A | B | 3 | C | C | B | B | B | B | C | 2 | D | D | D | C | C | C | D | 1 | A | A | A | A | D | D |   |   |   |
| A | 0 | B | B | B | B | B | B | B | 3 | C | C | B | B | B | B | C | 2 | D | D | D | C | C | C | D | 1 | A | A | A | A | D | D |   |   |   |
| A | 0 | B | B | B | B | B | B | B | 3 | C | C | B | B | B | B | C | 2 | D | D | D | C | C | C | D | 1 | A | A | A | A | D | D |   |   |   |

Die Wahrscheinlichkeit, dass Würfel A eine größere Zahl zeigt als Würfel B, wird mit {\displaystyle P(A>B)} bezeichnet. Dann gilt
{\displaystyle P(A>B)=P(B>C)=P(C>D)=P(D>A)={\tfrac {2}{3}}}
Weil die Ergebnisse der Würfel stochastisch unabhängig sind, können diese Wahrscheinlichkeiten mithilfe der Einzelwahrscheinlichkeiten berechnet werden:
{\displaystyle P(A>B)=P(A=4,B=3)=P(A=4)\cdot P(B=3)={\tfrac {4}{6}}\cdot {\tfrac {6}{6}}={\tfrac {2}{3}}\cdot {\tfrac {1}{1}}={\tfrac {2}{3}}}
{\displaystyle P(B>C)=P(B=3,C=2)=P(B=3)\cdot P(C=2)={\tfrac {6}{6}}\cdot {\tfrac {4}{6}}={\tfrac {1}{1}}\cdot {\tfrac {2}{3}}={\tfrac {2}{3}}}
{\displaystyle P(C>D)=P(C=6)+P(C=2,D=1)=P(C=6)+P(C=2)\cdot P(D=1)={\tfrac {2}{6}}+{\tfrac {4}{6}}\cdot {\tfrac {3}{6}}={\tfrac {1}{3}}+{\tfrac {2}{3}}\cdot {\tfrac {1}{2}}={\tfrac {2}{3}}}
{\displaystyle P(D>A)=P(D=5)+P(D=1,A=0)=P(D=5)+P(D=1)\cdot P(A=0)={\tfrac {3}{6}}+{\tfrac {3}{6}}\cdot {\tfrac {2}{6}}={\tfrac {1}{2}}+{\tfrac {1}{2}}\cdot {\tfrac {1}{3}}={\tfrac {2}{3}}}
Die Wahrscheinlichkeiten für den Vergleich von A mit C und B mit D sind {\displaystyle P(A>C)={\tfrac {4}{9}}} und {\displaystyle P(B>D)={\tfrac {1}{2}}}.
Die Erwartungswerte für die gewürfelten Zahlen sind für die Würfel A, B, C und D unterschiedlich. Es gilt
{\displaystyle \operatorname {E} (A)=4\cdot {\tfrac {4}{6}}+0\cdot {\tfrac {2}{6}}={\tfrac {8}{3}}}
{\displaystyle \operatorname {E} (B)=3\cdot {\tfrac {6}{6}}=3}
{\displaystyle \operatorname {E} (C)=6\cdot {\tfrac {2}{6}}+2\cdot {\tfrac {4}{6}}={\tfrac {10}{3}}}
{\displaystyle \operatorname {E} (D)=5\cdot {\tfrac {3}{6}}+1\cdot {\tfrac {3}{6}}=3}
Es gibt auch Varianten von Efrons Würfeln, wo die Erwartungswerte für die gewürfelten Zahlen gleich sind, zum Beispiel
- A: 7, 7, 7, 7, 1, 1
- B: 5, 5, 5, 5, 5, 5
- C: 9, 9, 3, 3, 3, 3
- D: 8, 8, 8, 2, 2, 2

Für diese Würfel gilt {\displaystyle P(A>B)=P(B>C)=P(C>D)=P(D>A)={\tfrac {2}{3}}} und {\displaystyle \operatorname {E} (A)=\operatorname {E} (B)=\operatorname {E} (C)=\operatorname {E} (D)=5}.